# أم العز التباع
أم العز التباع إحدى زوجات السلطان المغربي مولاي إسماعيل والتي كان لها نفس مقام السلطانة زيدانة والسلطانة خناتة بنت بكار. لعبت دورا مهما في اتفاقية السلم والتجارة بين المغرب وبريطانيا العظمى سنة 1722م، بعد تواصل الدبلوماسي شارل ستيوارت معها. كانت أم العز تجيد اللغة الإنجليزية.

## راجع أيضا
- خناتة بنت بكار
- عائشة مباركة البربوشية
- حليمة السفيانية